# Emily Harrington

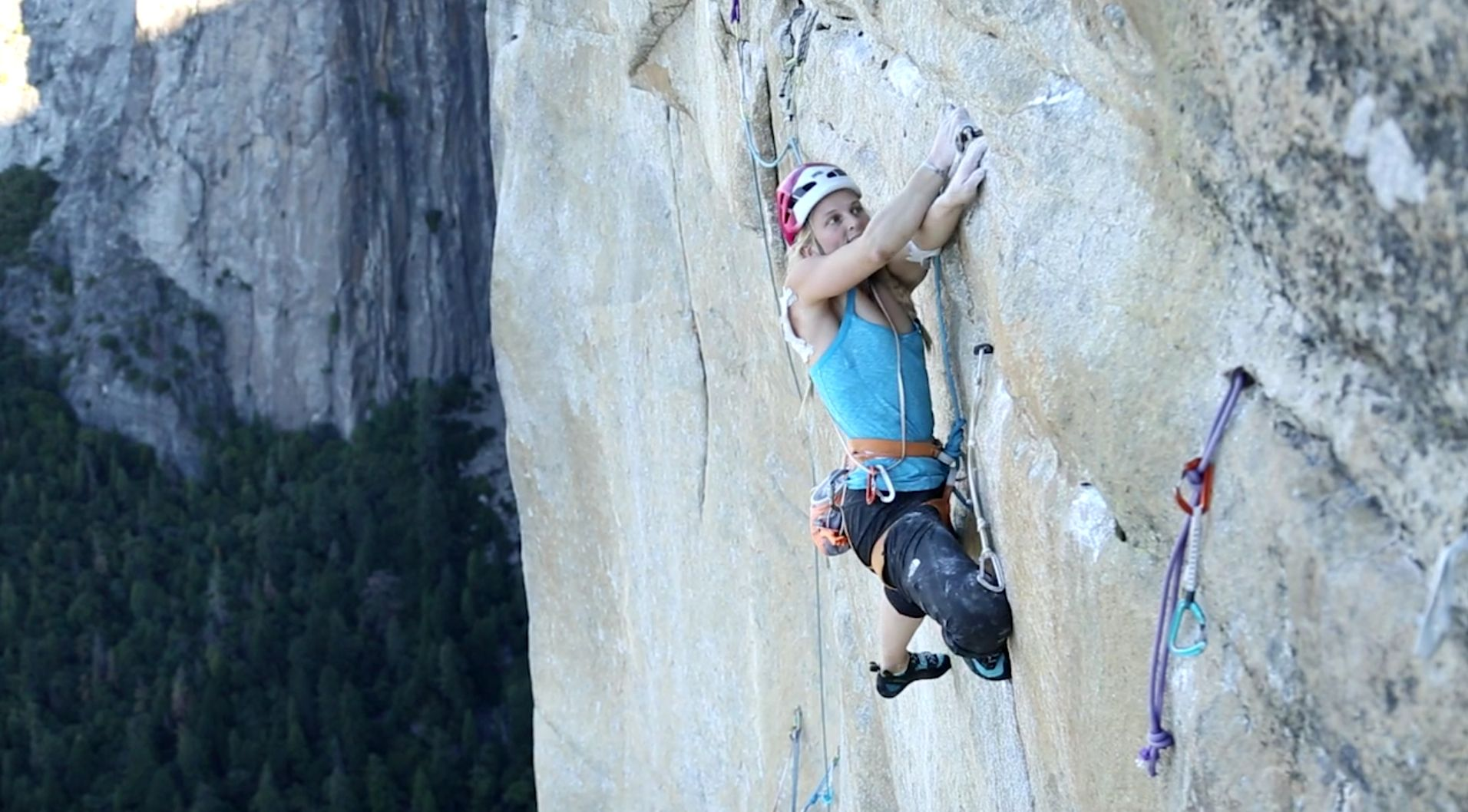
El Capitan 2015. Emily Harrington na naturalnej ścianie w boulderingu.

Emily Harrington (ur. 17 sierpnia 1986 w Boulder w stanie Kolorado) – amerykańska wspinaczka sportowa. Specjalizowała  się w boulderingu, prowadzeniu oraz we wspinaczce klasycznej. Wicemistrzyni świata we wspinaczce sportowej w konkurencji prowadzenie z 2005. Dwukrotna mistrzyni Ameryki Północnej z 2004 oraz z 2006.

## Kariera
W 2005 w Niemczech w Monachium zdobyła srebrny medal mistrzostw świata we wspinaczce sportowej w konkurencji prowadzenia, przegrała finałową wspinaczkę z Austriaczką Angelą Eitern.
W zawodach wspinaczkowych, które odbywały się na mistrzostwach Ameryki Północnej we sportowej wspinaczce zdobyła złote medale w konkurencji prowadzenia; w Meksyku w 2004 oraz dwa lat później w amerykańskim Denveru w 2006.
Wielokrotna uczestniczka, prestiżowych zawodów wspinaczkowych Rock Master we włoskim Arco, gdzie w roku 2006 i w 2007 zajęła piąte miejsca.

## Osiągnięcia

### Mistrzostwa świata
| Konkurencje | 2003 | 2005 | 2007 | 2011 |
| Bouldering  | 19   | 23   | —    | —    |
| Prowadzenie | 9    | 2    | 12   | 43   |

### Mistrzostwa Ameryki
| Konkurencje | 2004 | 2006 | 2008 |
| Prowadzenie | 1    | 1    | 3    |

### Rock Master
| Konkurencje | 2006 | 2007 |
| Prowadzenie | 5    | 5    |